# Demain (film, 2015)
Pour les articles homonymes, voir Demain.
Pour plus de détails, voir Fiche technique et Distribution.
Demain est un  documentaire français réalisé par Cyril Dion et Mélanie Laurent, sorti en 2015. Devant un futur que les scientifiques annoncent préoccupant, le film a la particularité de ne pas donner dans le catastrophisme. Adoptant un point de vue optimiste, il recense des initiatives dans dix pays, face aux défis environnementaux et sociaux du XXIe siècle, qu'il s'agisse d'agriculture, d'énergie, d'économie, d'éducation ou de gouvernance. 
Fait rare pour un documentaire, il dépasse le million d'entrées en France. Il remporte en 2016 le César du meilleur film documentaire.

## Synopsis
En 2012, dans la revue Nature, Anthony Barnosky, Elizabeth Hadly et 20 autres scientifiques annoncent qu'une partie de l'humanité pourrait disparaître avant 2100, du fait de l'impact de l'espèce humaine sur les écosystèmes, entraînant la fin des conditions de vie stables sur Terre. La surpopulation, le manque d'eau, le manque d'énergies fossiles, le réchauffement climatique vont lancer des millions de pauvres désespérés à l'assaut des pays nantis.
Mais le film ne s'attarde pas sur ce constat. « Nous ne sommes plus dans une zone de confort, dit Mélanie Laurent, et, pour autant, nous ne sommes pas encore dans l’effondrement. Nous sommes dans une phase particulièrement inspirante : nous savons que nous allons nous prendre un mur et c’est le moment de nous mobiliser. » L'essentiel du film est un road movie qui fait découvrir, en cinq volets thématiques, des exemples de réponses concrètes face aux problèmes environnementaux et sociaux du début du XXIe siècle. L'équipe du film se rend dans dix pays, à la rencontre de citoyens qui mettent en œuvre des initiatives : en France métropolitaine et à La Réunion, en Finlande, au Danemark, en Belgique, en Inde du Sud, en Grande-Bretagne, aux États-Unis, en Suisse, en Suède et en Islande. Ils agissent à l'échelle de leur commune (en impliquant si possible les élus) ou à l'échelle de leur entreprise. Chaque groupe fait preuve de créativité, de débrouillardise et de solidarité.

### Agriculture
Détroit, ville des États-Unis dont l'activité reposait tout entière sur l'industrie, est passée de 1 850 000 habitants en 1950 à 713 000 en 2010. Parmi la population défavorisée restée dans la ville beaucoup se sont organisés de façon autonome pour que leur nourriture ne dépende plus du transport, c'est-à-dire du pétrole. Ils produisent leurs légumes sur place, en ville. Détroit, qui compte 1 600 fermes, est devenue la ville du Do it yourself et de la consommation collaborative.

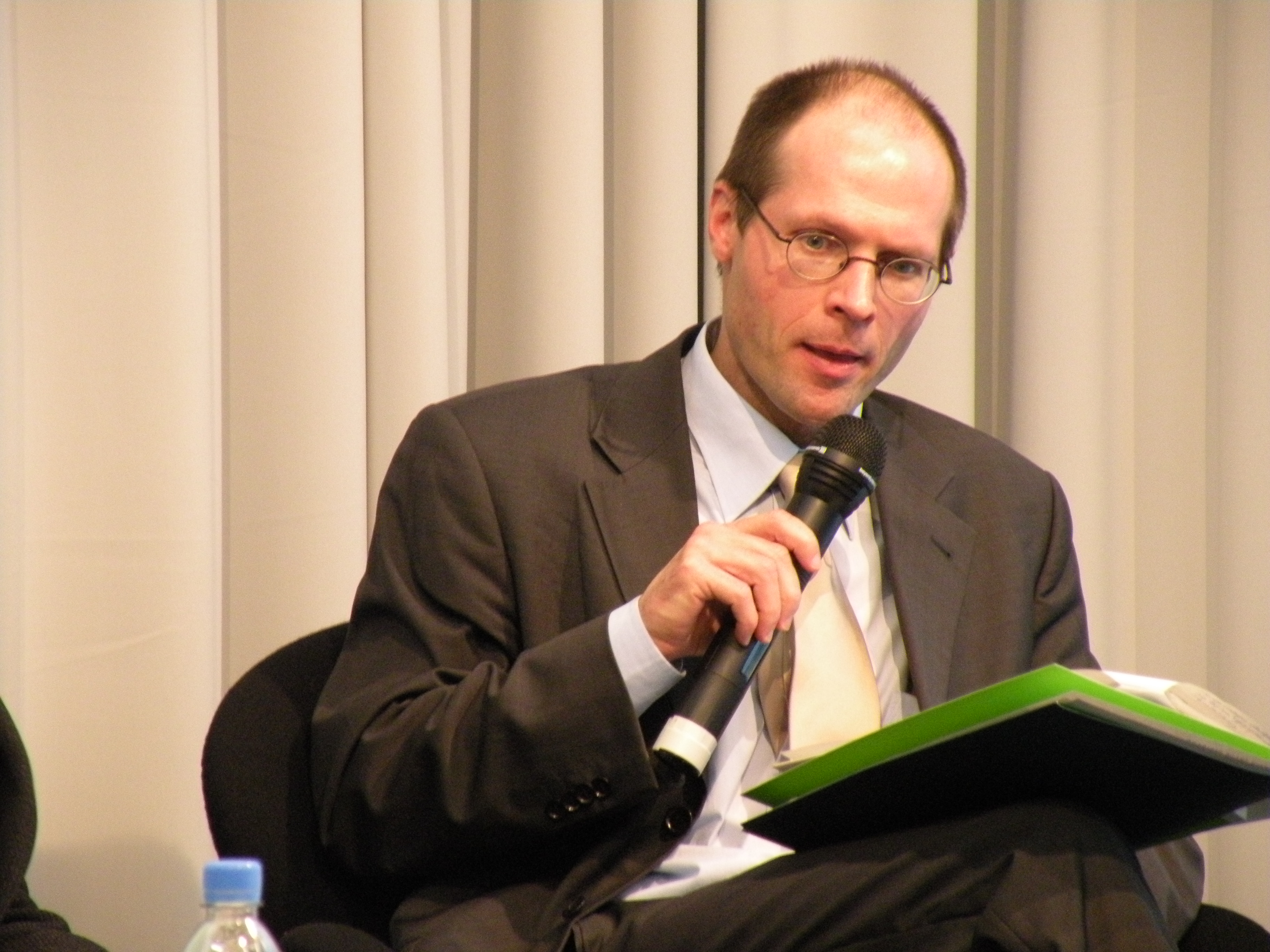
Olivier De Schutter, rapporteur spécial des Nations unies sur le droit à l'alimentation.

En Normandie, Perrine et Charles Hervé-Gruyer, agriculteurs bio, pratiquent une sorte de permaculture, qu'ils nomment écoculture, dans leur ferme du Bec-Hellouin. Ils produisent diversifié (1 000 variétés sur un hectare), sans pétrole. La terre, chargée d'humus, est plus fertile. « L'agroécologie, explique Cyril Dion, permet de stocker du CO2 dans le sol et dans les arbres, et de redéployer de la biodiversité. Les insectes et les animaux reviennent. » En permettant à la nature de se régénérer, les Hervé-Gruyer réussissent à multiplier leur rendement par dix. Dans cette petite exploitation, l'agroécologie se révèle plus rentable que la monoculture, qui appauvrit la terre et reste tributaire du pétrole, des engrais et des pesticides. Sur notre planète, 75 % de la nourriture est produite par des petites fermes de quelques hectares. Selon Olivier De Schutter, le recours à l'agroécologie permettrait de doubler les rendements agricoles dans les dix ans.
En Angleterre, les habitants de Todmorden sèment des légumes et plantent des arbres fruitiers dans les rues, et tout le monde peut venir se servir. Réunis dans le mouvement Les Incroyables Comestibles, ils tentent d'atteindre l'autosuffisance alimentaire pour 2018. Dans le Devon, à la ferme de Riverford (en), Guy Watson (en), associé à d'autres fermiers bio de tout le pays, supervise la livraison de 44 000 paniers par semaine, livrés dans les 48 heures aux particuliers.
Il est donc possible pour des citadins de produire leur nourriture. Il est possible aux campagnes de se repeupler. Cela pourrait même se pratiquer à grande échelle, si l'industrie pétrochimique, qui est liée au secteur agro-alimentaire, n'y faisait obstacle.

### Énergie

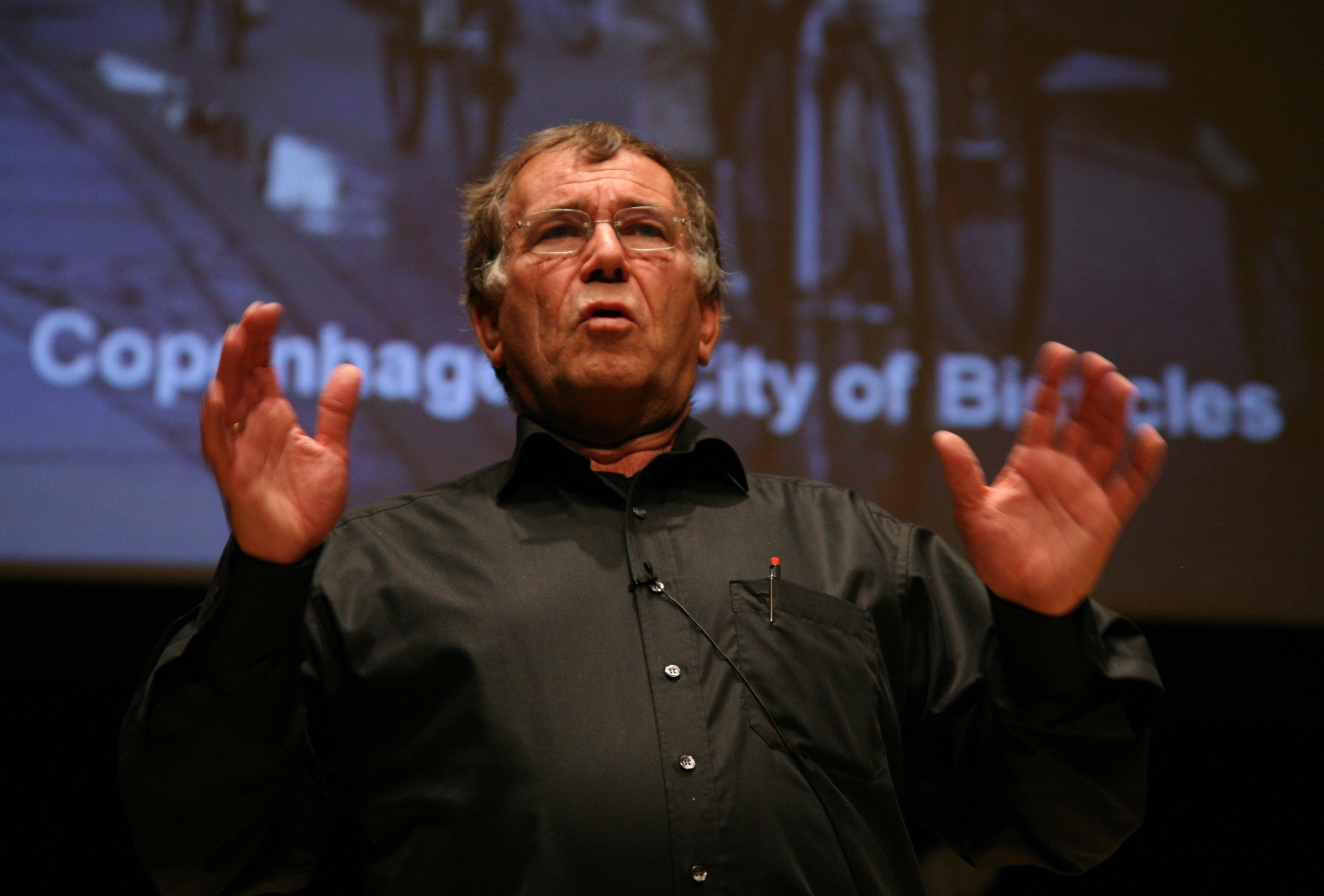
L'urbaniste danois Jan Gehl, concepteur de Strøget, à Copenhague.

Dans le domaine énergétique, le film fait découvrir des bâtiments aux toits couverts de panneaux solaires, des alignements d'éoliennes, une réutilisation des déchets comme compost (à San Francisco) ou pour produire de l'électricité (à Copenhague) : des villes, voire des pays, anticipent la fin des énergies fossiles et du nucléaire. Les énergies renouvelables (notamment la géothermie) ne sont pas loin de donner à l'Islande son autonomie énergétique. En Inde du Sud, le village modèle de Kuthambakkam, construit avec des matériaux locaux écologiques, assure presque, lui aussi, son autonomie énergétique grâce aux énergies renouvelables.
Il reste que la transition énergétique est coûteuse. S'il faut être prêt à encaisser les changements climatiques, il faut aussi veiller à faire des économies. Les bâtiments publics de Copenhague ont déjà réduit de 45% leur consommation en énergie. La ville bénéficie d'un urbanisme modèle. Les habitants vivent à moins de 300 mètres d'un espace vert, et ils sont 50 % à se déplacer à vélo. L'objectif est de ne plus émettre de CO2 en 2025. Les habitants de Copenhague sont les plus grands consommateurs d'aliments bio au monde. Leur système de gestion des déchets est un des plus performants au monde.

### Économie
Quand une ville britannique émet sa propre monnaie à l'effigie de David Bowie, cette monnaie n'a aucune valeur ailleurs. L'argent gagné va donc être dépensé localement. Il n'ira pas dans la poche de multinationales préférant placer leur argent dans des paradis fiscaux plutôt que d'investir dans cette ville.
Le système de la monnaie complémentaire fait ses preuves en Suisse. La banque Wir y émet depuis 1934 le franc Wir, monnaie interentreprises qui ne peut être dépensée que dans les 60 000 PME adhérentes. En Suisse, une PME sur cinq utilise le wir. Il permet, lorsqu'une crise paralyse le système bancaire, de trouver les financements nécessaires.
Mais comment combattre l'inégalité, que renforce chaque jour la mondialisation, entre les richissimes entreprises (qui détruisent la nature, épuisent les ressources) et les petites qui se débattent pour survivre ? Les petites entreprises doivent penser « local » et s'organiser en réseau. C'est ce qu'explique la localiste américaine Michelle Long, dirigeante du Balle (Business Alliance for Local Living Economies), un réseau de 35 000 entrepreneurs locaux.
La ville de San Francisco (843 000 habitants) pratique l'économie circulaire en recyclant 80 % de ses déchets et en visant le « zéro déchet » d'ici à 2020.
Dans les domaines de l'agriculture, de l'énergie, de l'habitat, de l'économie, des solutions abouties prouvent qu'elles fonctionnent. Pourquoi, se demandent les cinéastes, les gouvernements ne les mettent-ils pas en œuvre à plus grande échelle ?

### Démocratie
« Nos structures sociales et politiques, observe Cyril Dion, ne sont pas adaptées à l'ampleur de ces crises. »

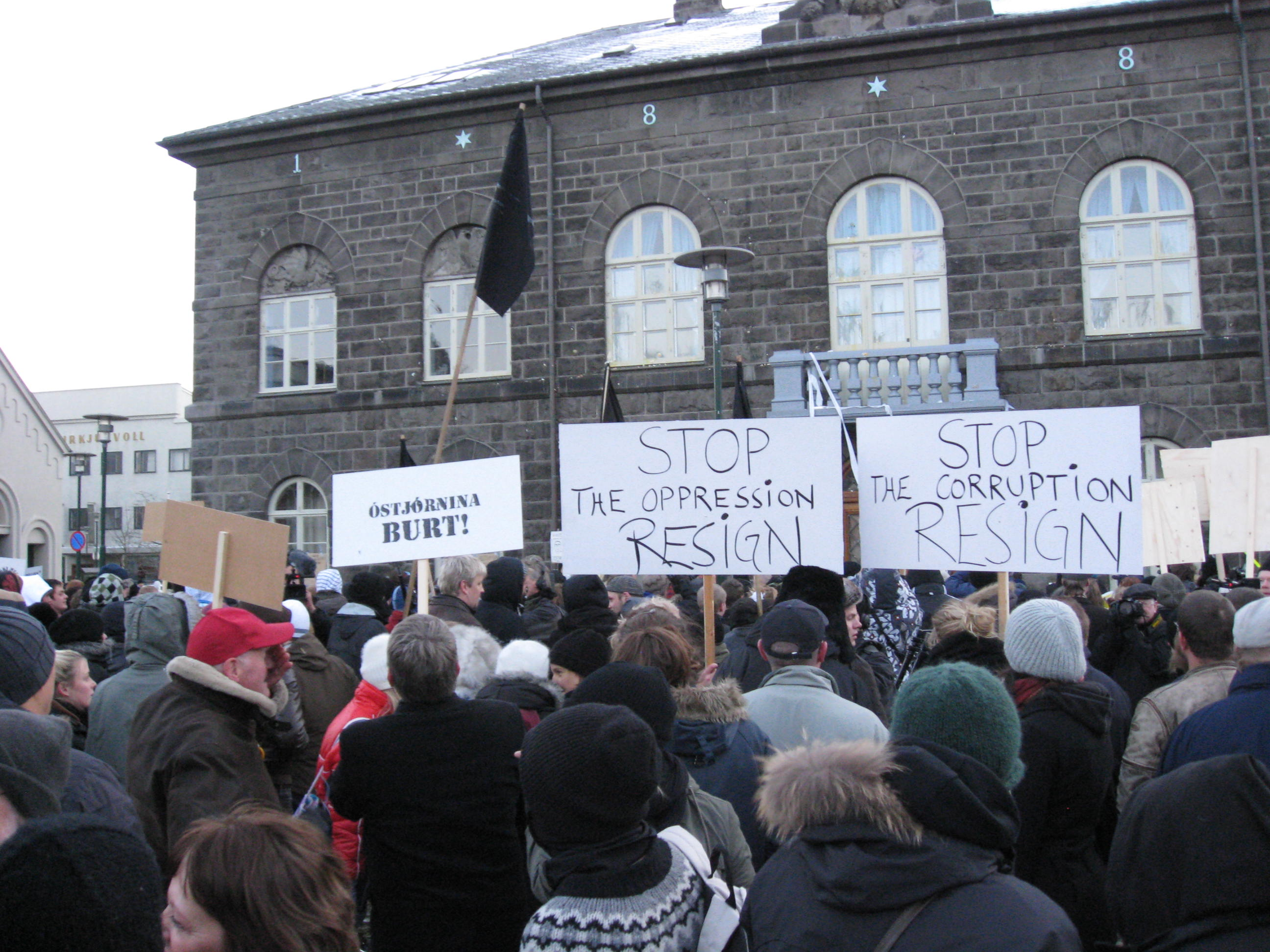
Révolution des casseroles à Reykjavik, en 2008.

Les citoyens n'attendent plus des hommes politiques qu'ils répondent à leurs attentes. Comme le dit dans le film Olivier De Schutter, rapporteur spécial des Nations unies, la démocratie a disparu : les hommes politiques n'écoutent plus les citoyens, ils se contentent de répondre aux vœux des entreprises, qui veulent toujours plus d'une croissance aberrante.
L'équipe du film découvre que, dans certains pays, des mécanismes de démocratie directe sont mis en place par les citoyens. Ceux-ci peuvent dès lors proposer des lois, s'y opposer, écrire la constitution ou la modifier. Elle montre comment la démocratie locale a pu transformer la petite ville de Kuthambakkam, en Inde du Sud, expérience tirée du livre Un million de révolutions tranquilles de Bénédicte Manier (cité au générique du film).
La petite équipe de cinéastes se demande alors si les humains sont prêts à combattre leur avidité naturelle, à se montrer solidaires, coopératifs. Ne doivent-ils pas être sensibilisés à ces valeurs dès leur plus jeune âge ?

### Éducation
La Finlande est présentée comme un modèle en matière d'éducation. Cyril Dion décrit l'enseignement à la Kirkkojärvi Comprehensive School d'Espoo comme « fondé sur la bienveillance ». Les enseignants aiment leur métier, ne distribuent ni notes ni sanctions, prennent leurs repas avec les élèves, ont recours à plusieurs pédagogies plutôt qu'à une seule, tiennent compte de la personnalité et des dispositions de chaque élève, dans des classes de moins de 15 enfants. Là, on recherche l'épanouissement de l'enfant plus que la transmission du savoir. On apprend à vivre en harmonie avec les autres, à coopérer et à négocier. On apprend aussi à se servir de ses mains. Les résultats mesurés sur des critères « scolaires » sont meilleurs : en 2009, le système éducatif finlandais (qui ne suit cependant pas tout à fait le même modèle que cette école) est classé deuxième mondial en sciences, troisième en lecture et sixième en mathématiques, « loin devant tous les pays européens et occidentaux ». Mais surtout, ces enfants respectés, autorisés à exprimer leurs émotions sont formés « à vivre ensemble et à se rassembler pour prendre des décisions ».

## Fiche technique
- Titre original : Demain
- Réalisation : Cyril Dion et Mélanie Laurent
- Scénario : Cyril Dion
- Direction artistique : Jonathan Grimbert-Barré
- Son : Laurent Cercleux
- Photographie : Alexandre Léglise
- Montage image : Sandie Bompar
- Musique : Fredrika Stahl
- Production : Bruno Levy[15]
- Sociétés de production : Move Movie, France 2 cinéma, Mars films et Mely Production (coproduction) ; Fonds de dotation Akuo Energy, OCS et France Télévisions (participation) ; KissKissBankBank (financement participatif)[5]
- Société de distribution : Mars Distribution[16]
- Budget : 1,76 million euros[17]
- Pays d'origine :  France
- Langue : français, anglais
- Format : couleur - 2.4 : 1[18]
- Genre : documentaire
- Durée : 1 h 58[18]
- Dates de tournage : 2014[16]
- Lieux de tournage : Eure, Nord, La Réunion, Belgique, Finlande, Danemark, Inde du Sud, Grande-Bretagne, États-Unis, Suisse, Suède, Islande

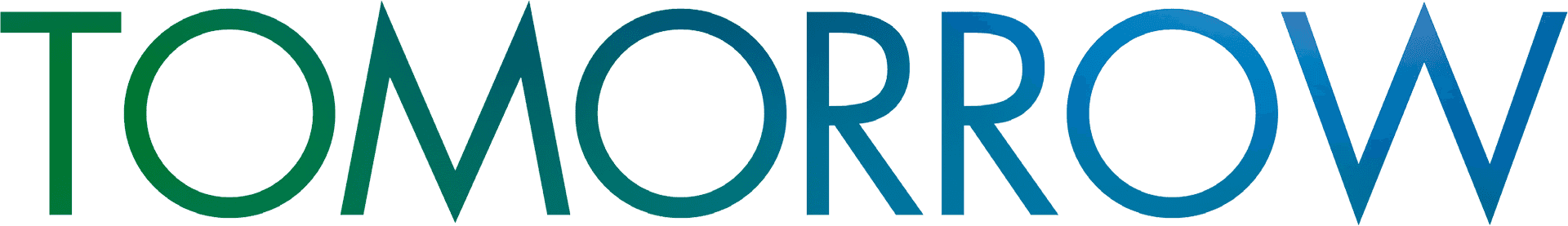
Logo Tomorrow de la version allemande du documentaire (2016).

- Sortie en salle 
  -  France : 2 décembre 2015[11]
  -  Suisse : 15 décembre 2015 en français, 26 mai 2016 en allemand[19]
  -  Pologne : 25 décembre 2015[20]
  -  Belgique : 6 janvier 2016[21]
  -  Pays-Bas : 21 avril 2016[20]
  -  Espagne : 29 avril 2016[22]
  -  Finlande : 13 mai 2016[20]
  -  Québec : 27 mai 2016[23]
  -  Allemagne : 2 juin 2016[20]
  -  Portugal : 21 juillet 2016[20]
  -  Colombie : 11 août 2016[20]
  -  Danemark : 11 août 2016[20]
  -  Canada : octobre 2016[23]
  -  Suède : 14 octobre 2016[20]
  -  Taïwan : 25 novembre 2016[20]
  -  Japon : 23 décembre 2016[20]
- Nombre d'entrées
  -  France : 950 700 entrées en 19 semaines[24], 1 059 202 entrées en 27 semaines[25]

## Intervenants

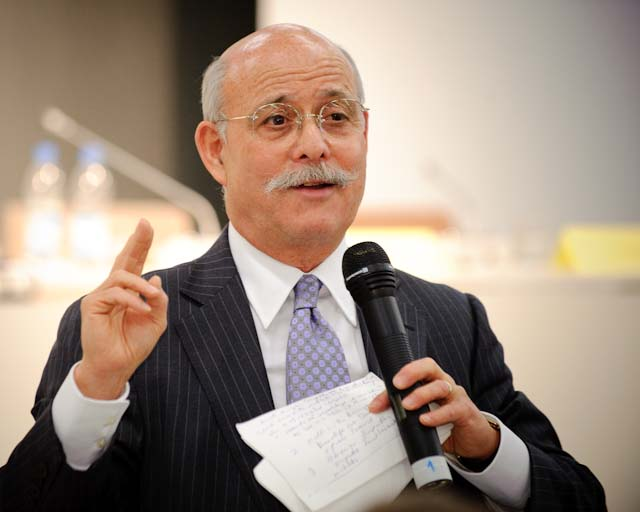
Jeremy Rifkin, prospectiviste.

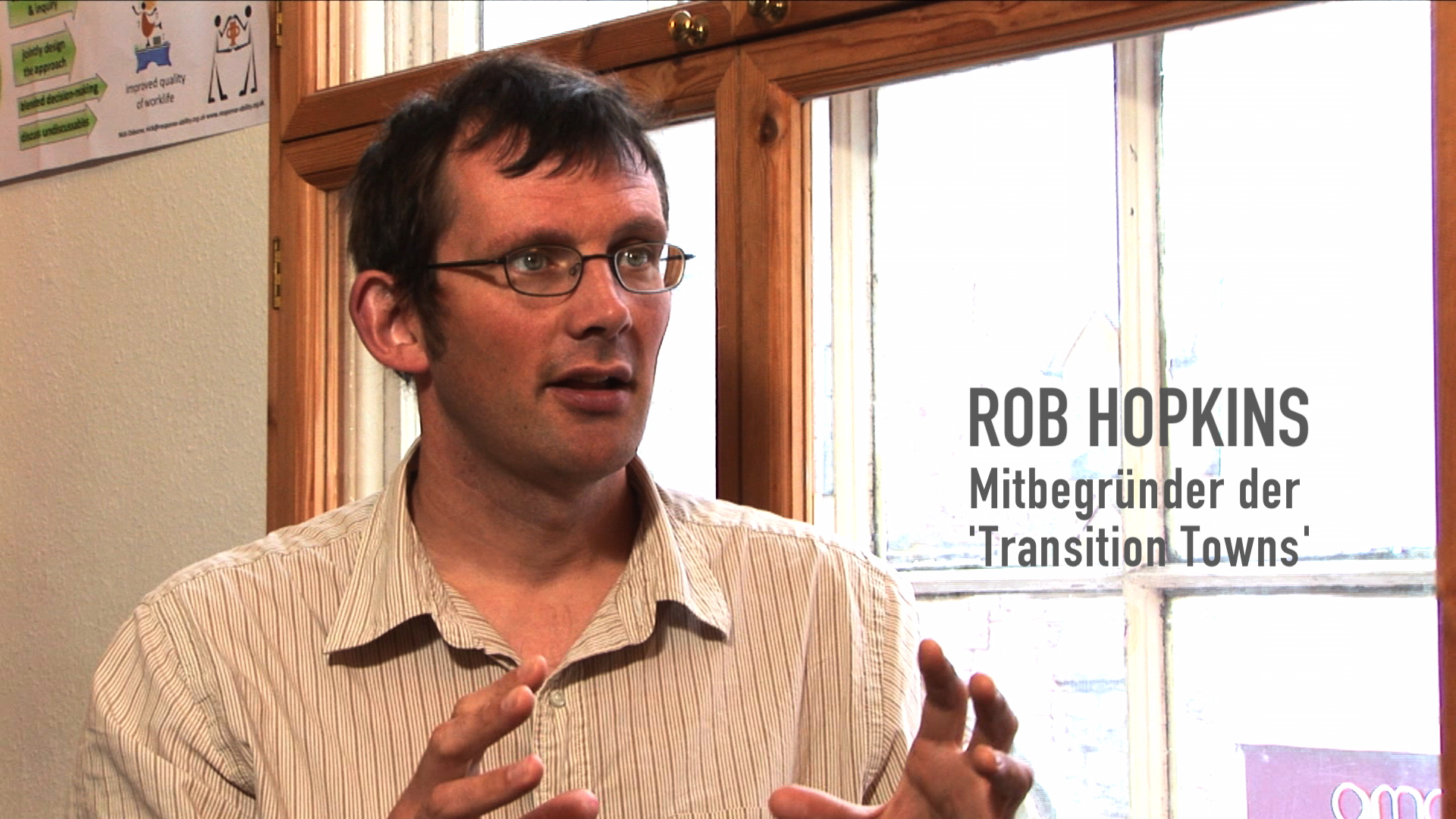
Rob Hopkins, initiateur du mouvement des villes en transition.

Les personnes intervenant à l'écran sont dans leur propre rôle.
- Cyril Dion, écrivain, réalisateur et poète français, cofondateur du mouvement Colibris et directeur jusqu'en 2013.
- Mélanie Laurent, actrice, réalisatrice et chanteuse française.
- Pierre Rabhi, essayiste, agriculteur biologiste, romancier et poète français, fondateur du mouvement Colibris.
- Vandana Shiva, écologiste, écrivain et féministe indienne.
- Jeremy Rifkin, essayiste américain, spécialiste de prospective économique et scientifique.
- Anthony Barnosky, de l'université de Californie, Berkeley, paléobiologiste[26].
- Elizabeth Hadly, de l'université Stanford, en Californie, biologiste[27].
- Éric Scotto, PDG d'Akuo Energy[28], producteur indépendant français d'énergie renouvelable.
- Olivier De Schutter, juriste belge, professeur de droit international, rapporteur spécial des Nations unies sur le droit à l'alimentation.
- Emmanuel Druon, dirigeant de la papeterie française Pocheco, à Forest-sur-Marque, dans le Nord[29],[30].
- Jan Gehl, architecte et urbaniste danois.
- Perrine et Charles Hervé-Gruyer, agriculteurs biologistes français, produisant en permaculture au Bec-Hellouin, dans l'Eure[31].
- Rob Hopkins, enseignant britannique en permaculture, initiateur du mouvement des villes en transition.
- Bernard Lietaer, économiste belge.
- Michelle Long, localiste américaine, dirigeante de BALLE (Business Alliance for Local Living Economies)[32], « plus grand réseau au monde d'entrepreneurs locaux engagés pour transformer l'économie[16] ».
- Kari Louhivuori, principal de la Kirkkojärvi Comprehensive School d'Espoo, en Finlande[33].
- Elango Rangaswamy, créateur du village modèle de Kuthambakkam, dans le district de Tiruvallur du Tamil Nadu, en Inde du Sud[34].
- Robert Reed, porte-parole de Recology (en), coopérative mettant en œuvre la démarche « zéro déchet » de San Francisco, aux États-Unis[35].
- Thierry Salomon, ingénieur énergéticien français, l'un des promoteurs en France du concept de négaWatt.
- David Van Reybrouck, scientifique belge, historien de la culture, archéologue et écrivain.
- Malik Yakini, fondateur du Detroit Black Community Food Security Network, qui exploite une ferme de 2,8 hectares à Détroit[36].
- Hervé Dubois, porte-parole de la banque Wir, à Bâle, en Suisse[37].

## Production
Pour compléter le financement du tournage et de la location du matériel, l'équipe a besoin de 200 000 euros,. Le 27 mai 2014, une opération de financement participatif est lancée sur KissKissBankBank. Le 26 juillet, 10 266 personnes ont permis de réunir 444 390 euros, ce qui représente « plus d'un quart du budget du film ».

## Accueil

### Critique

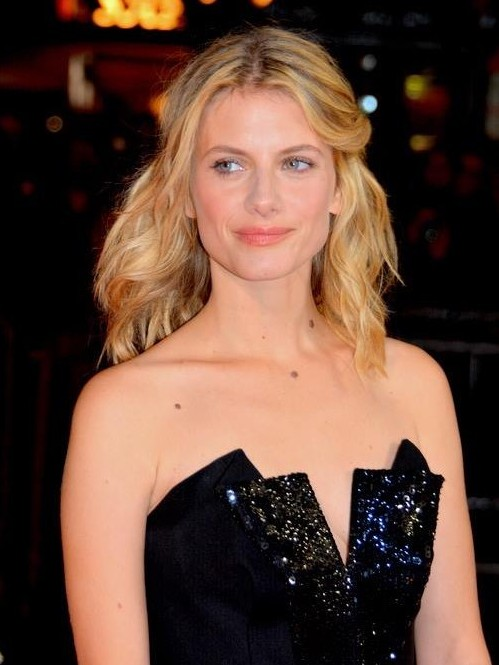
La coréalisatrice Mélanie Laurent aux Césars 2016.

Le film reçoit un accueil critique assez positif de la part de la presse (3,8 sur 5 sur le site Allociné). Il fait l'objet de critiques globalement bonnes dans les médias généralistes et d'un certain nombre de critiques mitigées dans des parutions plus militantes.
- Pour Weronika Zarachowicz de Télérama : « Sorte de détox à l'usage de citoyens abreuvés à l'idéologie de la croissance, une telle “transition”, aujourd'hui présente dans plus de cinquante pays, répand un nouvel optimisme autour de délibérations locales, de révolutions minuscules et de micropolitiques qui permettent d'avancer, loin des radars… Autant de “Nous pouvons le faire !” qui infusent le film de bout en bout[40]. »
- Olivier Le Naire de L'Express : « Il y avait un vrai risque que Mélanie Laurent et Cyril Dion, lorsqu'ils se sont lancés dans cette aventure, réalisent un documentaire écologiquement correct, ne parlant qu'à trois bobos déjà convaincus. Certes, toutes les expériences qu'ils mettent en avant ne sont pas forcément réplicables, et d'autres, très complexes, restent effleurées. Mais en décidant de privilégier les rencontres, les portraits, le terrain, d'adopter un ton, complice, chaleureux, et de se focaliser sur les résultats concrets plutôt que sur les théories complexes, ils offrent, à ceux qui en doutent encore, la démonstration convaincante que le changement est déjà en route, partout. Et que chacun peut réellement peser, à travers ses choix au quotidien, sur le cours de sa vie et de celle de ses enfants, sans attendre en tremblant les catastrophes qu'on nous annonce. Une bulle d'espoir dans un monde pas seulement peuplé de brutes[41]. »
- Pour Arnaud Gonzague de L'Obs : « Ceux qui attendent du documentaire de la comédienne Mélanie Laurent un déluge de mièvreries en seront pour leurs frais : Demain, ce mercredi 2 décembre sur les écrans, est d’abord un manifeste politique[42]. »
- Le site abusdecine.com : « Voir tous ces Anglais planter légumes et céréales dans les moindres recoins de leur commune, ces fermes péri-urbaines apporter des denrées aux habitants d’un Détroit sinistré, ce chef d’entreprise “écolonomiser” avec ses salariés, ces villes avoir leur propre monnaie pour pousser à la consommation locale, ce maire indien favoriser la mixité entre les castes et le travail partagé entre les villageois, on se rend compte que, finalement, aider la Terre à mieux se porter, c’est aussi aider l’Homme à mieux se connaître, à mieux s’accepter et à mieux vivre ensemble[43]. »
- Le Temps (Suisse) : « À travers les cinq sphères [alimentation, énergie, économie, démocratie et éducation] qu’elle a visitées avec Cyril Dion, la réalisatrice [Mélanie Laurent] fait voir des lumières porteuses d’espoir. Demain permet de croire que demain peut exister[44]. »
- La Décroissance : « Non, ce que livre Demain, c'est un grand récit béat. […] On comprend tout l'intérêt du pouvoir à promouvoir une telle écologie de prêchi-prêcha, totalisante, qui nie l'altérité et évacue tout conflit politique[45]. »
- Pour Jean-Claude Guillebaud, journaliste à La Vie, écrivain et essayiste : « On insiste sur le côté sympa mais un peu naïf de la démarche. Bien à tort ! Raisonnant ainsi, on passe par pertes et profits la dimension subversive, coléreuse, dénonciatrice du film. Or ce sont d’abord les analyses des grands témoins rencontrés sur la planète qu’on retient. Dans Demain on n’entend pas seulement des paroles gentilles. La compétence et l’envergure desdits témoins force le respect. Leurs réquisitoires gagnent en radicalité à mesure qu’on progresse dans les cinq séquences : l’agriculture, l’énergie, l’économie, la démocratie et l’éducation. […] Quant aux lobbies qui agissent en sous-main pour que rien ne change, ils sont débusqués et désignés[4]. »

### Box-office
Le film reçoit un excellent accueil des spectateurs (4,6 sur 5 sur le site Allociné). Le premier jour, le démarrage est difficile : le cinéma test, à Paris, n'accueille que neuf spectateurs. Mais le film marche très bien durant le week-end, et finit sa première semaine avec 82 144 entrées, ce qui est un bon score pour un documentaire. Il reste 15 semaines dans le Top 20. Le 12 avril 2016, après 19 semaines d'exploitation, il réalise 950 700 entrées. Le 7 mai 2016, l'équipe du film annonce que le cap du million de spectateurs a été franchi. Après 48 semaines d'exploitation en salles (le record tous films confondus pour 2015), le film totalise 1 087 306 spectateurs en France et se classe 41e au box-office de 2015.

## Distinctions

### Récompenses
- Festival du film de Sarlat 2015 : Salamandre d'Or (prix du public)[47]
- Tournai Ramdam Festival de 2016 : Prix du meilleur documentaire[48]
- César 2016 : César du meilleur film documentaire[49]
- Festival COLCOA de Los Angeles 2016 : Prix du meilleur documentaire[50]
- Prix Saint-Just de Narbonne 2016[51]
- Prix de la Révélation, Assemblée des médias[52]

### Nomination
- Prix Lumière 2016 : meilleur documentaire[53]

## Analyse
Contrairement à d'autres documentaires qui se concentrent plutôt sur l'origine des déséquilibres environnementaux planétaires et leurs conséquences négatives (tels que Le Syndrome du Titanic, La Onzième Heure, le dernier virage, Une vérité qui dérange, Nos enfants nous accuseront et Home), Demain propose une approche constructive (comparable à Solutions locales pour un désordre global) mettant en avant des solutions aux problèmes écologiques menaçant l’humanité. Au passage, le film dénonce les lobbies conservateurs agissant pour maintenir le statu quo, acquérant une dimension « subversive et coléreuse ».
Demain est l'œuvre de militants plutôt que de cinéastes, défendant des thèses sans émettre de critiques. Ce film et Merci Patron ! remportent tous deux un succès inattendu au début de l'année 2016, participant au même mouvement que Nuit debout en donnant la parole aux anonymes pour inciter les citoyens à s'engager pour la collectivité.
Les cinq chapitres du film (alimentation, énergie, économie, démocratie et éducation) sont liés par un « fil narratif » dans le but d'en faire un récit décrivant ce que le monde de demain pourrait être,. Les réalisateurs ont été inspirés par l'essai L'Espèce fabulatrice de Nancy Huston qui « insiste sur la propension des humains à penser en termes de fiction, de récit, de narration »,.
Le groupe d'humoristes du Palmashow a réalisé une parodie du film, intitulée Après-Demain, dans laquelle ils tournent en dérision l'auto-mise en scène de Cyril Dion et Mélanie Laurent, ainsi que le décalage énorme entre les enjeux écologiques terrestres et les « solutions » proposées. 
Lors de la sortie de ce film, le système scolaire finlandais avait été rétrogradé à la 12e place en 2012. Par ailleurs, la Kirkkojärvi Comprehensive School finlandaise dans laquelle est tournée la séquence dédiée à l'éducation est une école privée pratiquant la pédagogie Steiner-Waldorf, théorie pédagogique controversée : celle-ci n'est donc pas représentative du système scolaire finlandais ni liée aux résultats de celui-ci.

## Postérité et impact
Le film est projeté dans plusieurs cercles internationaux (COP 21, Parlement européen, ONU…). Plus de 700 projets liés aux initiatives décrites dans le film ont été lancés fin 2016. Le film a été diffusé à chaque école de Bruxelles par la Ministre bruxelloise de l'Environnement.
En octobre 2016, Mélanie Laurent et Cyril Dion reçoivent tous les deux le titre de Docteur Honoris Causa de l'université de Namur (Belgique) pour ce documentaire.
Le film suscite un engouement pour des formes alternatives de consommation et de participation à la société qu'il présente, ce qui pousse Cyril Dion et le mouvement Colibris à organiser des événements dans les années qui suivent pour diffuser les initiatives et favoriser l'élargissement du mouvement à la sphère politique, notamment à l'occasion de l'élection présidentielle française de 2017.
La ville de Vandœuvre-lès-Nancy, seconde ville de Meurthe-et-Moselle par son nombre d'habitants, organise en 2017 en partenariat avec le mouvement Colibris 54 et d'autres acteurs locaux une série d'événements structurés autour des thèmes du film intitulés "Ici c'est aussi demain",. La mairie déclare avoir « envie de poursuivre le voyage avec la population de la commune et de l’agglomération ».
Le film donne l'idée à quatre genevois de mettre en valeur les initiatives locales en réalisant en 2018 le film Demain Genève.
En 2018, Cyril Dion et Laure Noualhat sortent un documentaire d'une durée d'1 h 12 intitulé Après demain, qui fait un point sur les projets initiés par le film Demain en étant relayés par des collectivités territoriales françaises et des entrepreneurs. 